# Gerhard Ringel

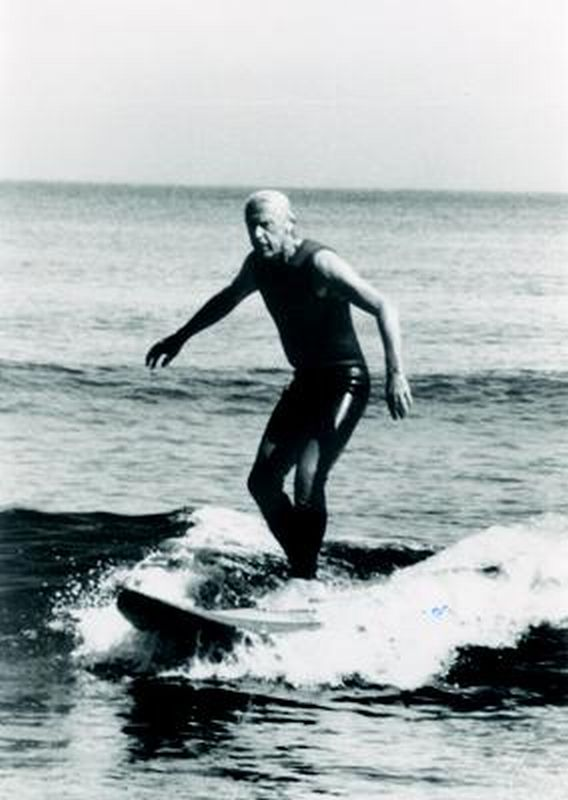
Gerhard Ringel beim Surfen

Gerhard Ringel (* 28. Oktober 1919 in Kollnbrunn; † 24. Juni 2008 in Santa Cruz) war ein deutscher Mathematiker und Pionier im Bereich Kombinatorik und Graphentheorie. 

## Leben und Wirken
Ringel wuchs in Böhmen auf (neben Deutsch sprach er auch fließend Tschechisch), machte in Braunau das Abitur und begann ein Mathematikstudium an der Karls-Universität Prag. Ab 1940 wurde er zum Militärdienst im Zweiten Weltkrieg eingezogen und war viereinhalb Jahre in sowjetischer Kriegsgefangenschaft (seitdem sprach er fließend Russisch). Nach der Rückkehr studierte er ab 1949 Mathematik an der Universität Bonn, wo er 1951 bei Emanuel Sperner promoviert wurde (Farbensatz für nicht orientierbare Flächen beliebigen Geschlechts).
Nach der Habilitation 1953 war er Dozent an der Universität Bonn, wo er ab 1956 lehrte. 1957 bis 1960 lehrte er an der Johann-Wolfgang-Goethe-Universität Frankfurt am Main, ab 1958 als Professor. Ab 1960 war er Professor an der FU Berlin (mit einer vollen Professur ab 1966). 1967 bis 1970 war er dort Vorstand des Mathematischen Instituts. 1969 ging er vor allem wegen der hochschulpolitischen Situation an der FU Berlin (Studentenunruhen) als Associate Professor an die University of California, Santa Cruz (UCSC), wo er schon 1968 Gastprofessor war. 1970 erhielt er dort eine volle Professur und war Direktor des zweiten mathematischen Instituts. 1972 bis 1984 war er Vorstand der mathematischen Fakultät. Ab 1990 war er Professor Emeritus. An der Universität von Santa Cruz war er als herausragender Lehrer bekannt.
Er veröffentlichte rund 80 wissenschaftliche Aufsätze und drei Bücher. Seine Forschungen wurden geehrt mit Ehrendoktortiteln von der Universität Karlsruhe (1983 in Politikwissenschaft) und der Freien Universität Berlin (1994).
In Zusammenarbeit mit J. W. T. Youngs bewies er 1968 die Heawood-Vermutung (nach Percy Heawood), der Verallgemeinerung des Vier-Farben-Satzes für Flächen beliebigen Geschlechts, allerdings nicht für das Geschlecht null, den Fall der Ebene oder Sphäre, von dem der Vier-Farben-Satz handelt. Die Heawood-Vermutung heißt seitdem Satz von Ringel-Youngs.
Genauer bewiesen sie, dass die minimale Zahl der zur Färbung beliebiger Landkarten auf einer orientierbaren Fläche {\displaystyle S_{p}} vom Geschlecht {\displaystyle p>0} benötigten Farben, auch chromatische Zahl {\displaystyle \chi (S_{p})} der Fläche genannt, durch die Formel
{\displaystyle \chi (S_{p})={\biggl \lfloor }{\frac {7+{\sqrt {1+48p}}}{2}}{\biggr \rfloor }}
gegeben ist. Dass die chromatische Zahl kleiner oder gleich der Zahl auf der rechten Seite ist, hatte schon Heawood 1890 bewiesen. Darauf, dass sein Beweis nicht auch die Gleichheit nachwies, machte Lothar Heffter 1891 aufmerksam. Heawood bewies diese nur für den Fall {\displaystyle p=1}, den Fall des Torus, und Heffter bewies einige weitere Fälle. In seiner Dissertation bewies Ringel die Ungleichung für nichtorientierbare Flächen.
Er ist auch für einige Probleme in der Graphentheorie bekannt (Oberwolfach-Problem, Ringel-Kotzig-Vermutung mit Anton Kotzig, Erde-Mond-Problem).
Neben seiner mathematischen Karriere war Ringel auch ein in der Fachwelt bekannter und geschätzter Entomologe und Schmetterlingssammler, der unter anderem in Afrika, Südamerika, Bali, Jamaika und Neuseeland seinem Hobby nachging und schon zu Lebzeiten seine umfangreiche Schmetterlingssammlung dem UCSC-Museum vermachte.
1962 war er Invited Speaker auf dem Internationalen Mathematikerkongress in Stockholm (Selbstkomplementäre Graphen).

## Schriften
- mit Nora Hartsfield: Pearls in graph theory. Academic Press, Boston, MA. 1990, 2003, ISBN 0-12-328552-6.
- Färbungsprobleme auf Flächen und Graphen. VEB Verlag der Wissenschaften, Berlin, 1959.
- Map Color Theorem. Springer-Verlag, New York/Berlin, 1974 (auch ins Russische übersetzt)
- mit J. W. T. Youngs: Solution of the Heawood Map-Coloring Problem. (PDF-Datei; 676 kB). In: Proc. Nat. Acad. Sci. USA 60: 438–445, 1968.
- Ringel: Farbensatz für nichtorientierbare Flächen beliebigen Geschlechtes. Journal für Reine und Angewandte Mathematik, Bd. 190, 1952.
- Ringel: Farbensatz für orientierbare Flächen vom Geschlechte {\displaystyle p>0}. Journal für Reine und Angewandte Mathematik, Bd. 193, 1954.
- Kartenfärbungsprobleme. In: Konrad Jacobs: Selecta Mathematica. Bd. 3, Springer-Verlag.